# Malotigena
Malotigena (лат.) — монотипный род растений семейства Аизовые (Aizoaceae), подсемейства Ruschioideae, произрастающий на территории Лесото. На 2023 год, включает один вид — Malotigena frantiskae-niederlovae.

## Описание
Malotigena frantiskae-niederlovae — компактный вечнозеленый суккулент диаметром 30–50 см. Листья яблочно-зеленые, достигают до 3 см в высоту. Летом на нем расцветают ярко-желтые цветки, напоминающие маргаритки. Цветки достигают высоты до 5 см и имеют диаметр около 2,5 см, полностью раскрываясь лишь на солнце. Зимой листва приобретает темно-красный оттенок.

## Таксономия
Malotigena Niederle, первое упоминание в Skalnickáruv rok 65: 35. (2012).

### Виды
Согласно данным сайта WFO Plantlist на июнь 2023 года, род состоит из 1 вида:
- Malotigena frantiskae-niederlovae Niederle